# Sydafrikas nationella provinsråd
Sydafrikas nationella provinsråd är överhuset i Sydafrikas parlament. Dess 90 ledamöter utses av nationens nio provinser (tio ledamöter per provins), och dess uppgift är att tillvarata provinsernas intressen i lagstiftningen.